# Melicertes

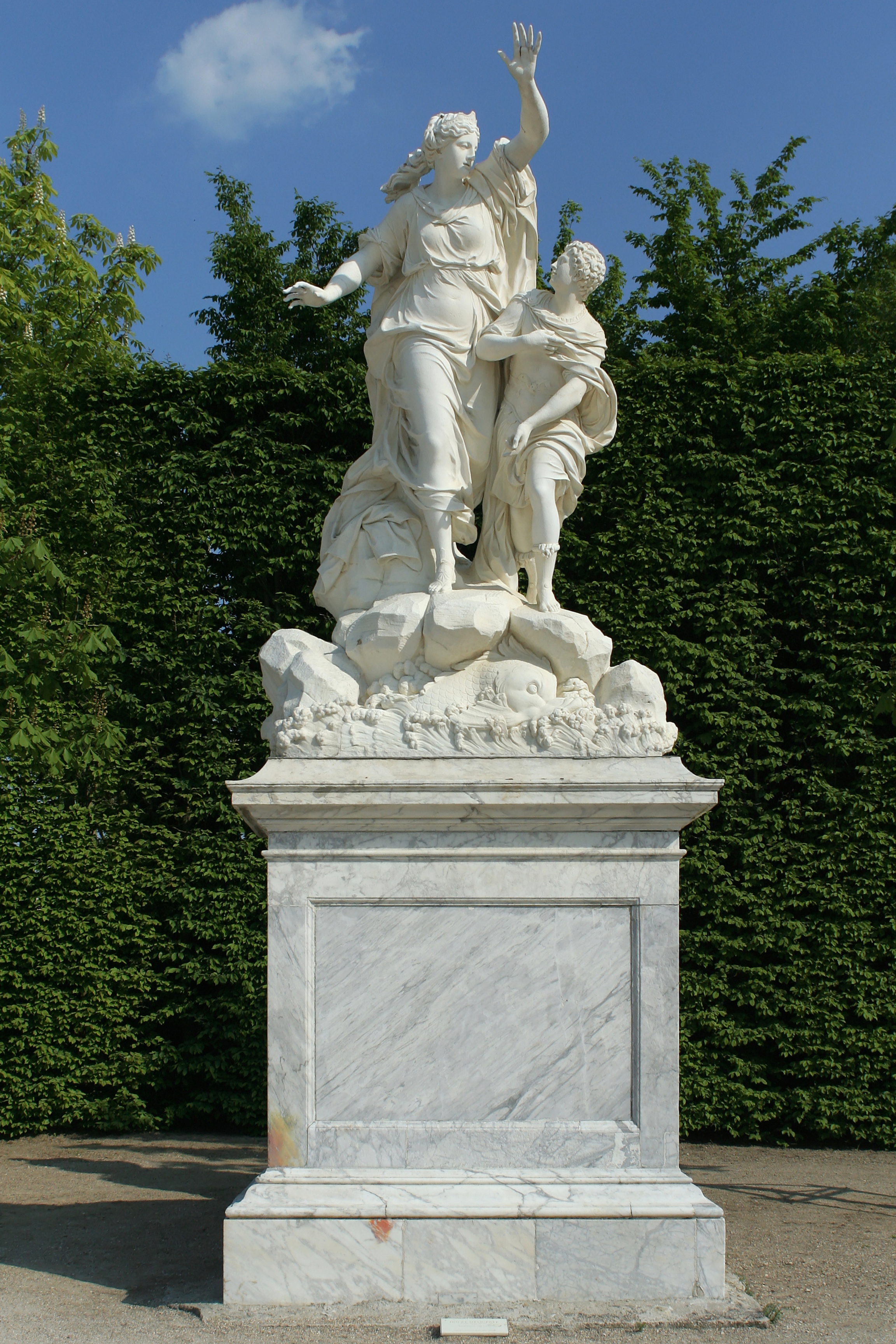
Ino y Melicertes a punto de arrojarse al mar (1686-1691), obra de Pierre Granier (1655-1715), Jardines de Versalles.

En la mitología griega, Melicertes (en griego: Μελικέρτης) era hijo de Ino y Atamante. 
Ino, a su vez, era hija de Cadmo y hermana de Sémele, madre de Dioniso, así que este y Melicertes eran primos. Ino se suicidó arrojándose de los acantilados cercanos a Mégara, y arrastró con ella a Melicertes. 
Los megarenses contaban que, mientras que el cuerpo de la madre fue devuelto a la orilla, cerca de la ciudad, y enterrado por las hijas de Clesón (hijo del egipcio Lélege), el del niño fue llevado por un delfín hasta el istmo de Corinto, donde fue recogido por Sísifo, quien le dio sepultura, le erigió un altar junto a un pino y lo convirtió en dios marino protector de los Juegos Ístmicos con el nombre de Palemón (Παλαίμον).
Ino se convirtió en la diosa Leucótea.